# Fedorivka, Dîkanka
Fedorivka (în ucraineană Федорівка) este un sat în comuna Velîka Rudka din raionul Dîkanka, regiunea Poltava, Ucraina.

## Demografie
Componența lingvistică a localității Fedorivka
     Ucraineană (100%)
Conform recensământului din 2001, toată populația localității Fedorivka era vorbitoare de ucraineană (100%).